# Stygiocaris
Stygiocaris (Holthuis, 1960) — рід прісноводних печерних креветок родини Atyidae, що складається з двох видів. Ареалом креветок цього роду є печери острова Барроу та півострова Норт-Вест-Кейп, що розташовані у західній частині Австралії. Stygiocaris — типові троглобіонти, з прозорим тілом довжиною не більше 20 мм та редукованими очима. Обидва види були вперше описані у 1960 році нідерландським карцинологом Ліпке Голтгюйсом. Типові екземпляри було знайдено у джерелі Куддумурра (англ. Kuddumurra Well), де у 1945 році наука вперше стикнулася з рибою виду Milyeringa veritas. Температура води у джерелі дорівнювала 29-30 °C, була прісною, проте залежала від припливів.

## Види
- Stygiocaris lancifera Holthuis, 1960
- Stygiocaris stylifera Holthuis, 1960

Особини виду S. stylifera більші за габаритами, ніж S. lancifera, а також мають дещо відмінну форму роструму: у S. lancifera він має списоподібну форму зі звуженим базальним кінцем, а у S. stylifera прямий та без звуження. Інші відмінності полягають у різниці форм п'ятих і шостих черевних сомітів та базуванні антен.